# Municipio de Geneseo (condado de Tama)
El municipio de Geneseo (en inglés: Geneseo Township) es un municipio ubicado en el condado de Tama en el estado estadounidense de Iowa. En el año 2010 tenía una población de 364 habitantes y una densidad poblacional de 3,88 personas por km².

## Geografía
El municipio de Geneseo se encuentra ubicado en las coordenadas 42°15′20″N 92°21′21″O / 42.25556, -92.35583. Según la Oficina del Censo de los Estados Unidos, el municipio tiene una superficie total de 93.81 km², de la cual 93,64 km² corresponden a tierra firme y (0,18 %) 0,17 km² es agua.

## Demografía
Según el censo de 2010, había 364 personas residiendo en el municipio de Geneseo. La densidad de población era de 3,88 hab./km². De los 364 habitantes, el municipio de Geneseo estaba compuesto por el 98,08 % blancos, el 0,27 % eran amerindios, el 0,55 % eran asiáticos y el 1,1 % eran de una mezcla de razas. Del total de la población el 0,27 % eran hispanos o latinos de cualquier raza.